# Os Trapalhões na Guerra dos Planetas
Os Trapalhões na Guerra dos Planetas é um filme de comédia, fantasia, aventura e ficção científica brasileiro de 1978, o décimo terceiro do grupo humorístico Os Trapalhões, dirigido por Adriano Stuart. É o primeiro filme d'Os Trapalhões a contar com a formação completa simultânea dos quatro humoristas que consagraram o grupo: Renato Aragão, Dedé Santana, Mussum e Zacarias, apesar deste último já estar com o grupo desde 1975. O filme que é marcado pelo uso de câmera lenta, videoteipe e chroma key é uma paródia trash e pueril da franquia space opera americana Star Wars, de George Lucas. No filme, o príncipe Flick (Pedro Aguinaga), paródia de Luke Skywalker, pede ajuda aos Trapalhões para salvar sua noiva e seu planeta do malvado imperador Zucco (Carlos Bucka), paródia de Darth Vader.
Fora do Brasil, principalmente nos países de língua inglesa como os Estados Unidos, o filme é conhecido pelo título sugestivo de Brazilian Star Wars.
O filme também é conhecido por ser o primeiro longa brasileiro de ficção científica, também conhecida como "sci-fi".

## Sinopse
Após uma perseguição de automóveis por causa de uma mulher, os Trapalhões são obrigados a passar a noite em um terreno baldio em volta de uma fogueira. No céu aparece um disco voador copilotado por Bonzo (Emil Rached) e aterrissa perto dos Trapalhões. Dentro do estranho objeto sai o príncipe Flick (Pedro Aguinaga), que pede ajuda ao quarteto, pois o malvado imperador Zucco (Carlos Bucka) quer dominar o universo e se dirige a aldeia que está com Myrna (Christina Rocha), sua mulher.
Ao chegarem em Airos, Zuco e seu exército seqüestram Myrna, os Trapalhões se apaixonam por belas mulheres - Loya, Mara, Kelma e Lina -, Didi (Renato Aragão) encontra algumas armas e com elas vencem Zuco, mas Myrna acaba sofrendo uma desintegração física, o príncipe fica com o computador Cérebro, o que dá poder em toda a galáxia e acaba se casando com a irmã de sua amada, Loya, que era a namorada de Didi. No final os Trapalhões voltam para a terra e são recompensados com várias barras de ouro.

## Elenco
- Renato Aragão - Didi
- Dedé Santana - Dedé
- Zacarias - Zacarias  (creditado como Mauro Gonçalves)
- Mussum - Mussum (Antônio Carlos)
- Pedro Aguinaga - Príncipe Flick
- Emil Rached - Bonzo
- Carlos Kurt - Zucco e Ygor
- Carlos Bucka - voz do Zucco
- Wilma Dias - Loya
  - dublada por Maralise Tartarine
- Tereza Mascarenhas - Lina
- Arlete Moreira - Mara
- Christina Rocha (creditada como Maria Cristina) - Princesa Myrna
- Risa - Kelma
- Baiaco - Pássaro

## Produção
O filme foi uma coprodução da TV Globo e Renato Aragão Produções. Anteriormente, Renato e seus companheiros tinham uma espécie de sociedade com o diretor J.B. Tanko para a realização dos filmes.
Por causa dos efeitos especiais, o filme foi filmado no formato videotape e posteriormente foi enviado aos Estados Unidos para ser ampliado em 35 mm, embora a legislação considerava ilegal envio de material ao exterior.
O filme parodia a saga americana de George Lucas, Star Wars, com um roteiro pueril e dadaísta, que envolve salvar a princesa, ou um planeta, das mãos de um malvado vilão. Os efeitos especiais a base de videotapes cansavam a vista dos espectadores que lotaram as salas de cinema. Nas reprises da televisão, esse problema não aparece tanto.

## Recepção da crítica
A celebridade internauta The Cinema Snob, do mesmo site do famoso The Nostalgia Critic, fez uma resenha do filme, referido como Brazilian Star Wars. Ele criticou muito o filme, considerando-o não engraçado, comprido demais devido a demasiadas cenas de slow motion e achando os personagens principais irritantes, além de péssimos efeitos especiais.

## Lançamento
Lançado nas férias de verão de 1978, Os Trapalhões na Guerra dos Planetas contou com um público de, mais ou menos, 5.089.869 pessoas, a terceira posição entre os mais vistos dos Trapalhões.

### Home video
Os Trapalhões na Guerra dos Planetas foi lançado em DVD no Brasil pela Europa Filmes.